# HK Волопаса
HK Волопаса (лат. HK Boötis), HD 127068 — двойная звезда в созвездии Волопаса на расстоянии приблизительно 383 световых лет (около 117 парсеков) от Солнца. Видимая звёздная величина звезды — от +8,52m до +8,43m.

## Характеристики
Первый компонент — жёлтая эруптивная переменная звезда типа RS Гончих Псов (RS) спектрального класса G5IVe*, или G5, или G8V'. Масса — около 1,464 солнечной, радиус — около 3,879 солнечных, светимость — около 6,279 солнечных. Эффективная температура — около 4923 K.
Второй компонент — жёлтая звезда спектрального класса G8V*. Орбитальный период — около 15,15 суток'.

## Планетная система
В 2019 году учёными, анализирующими данные проектов HIPPARCOS и Gaia, у звезды обнаружена планета.